# Carbimazol
El carbimazol es un medicamento antitiroideo usado en el tratamiento del hipertiroidismo. El carbimazol es una pro-droga, lo que indica que luego de su absorción intestinal se convierte en la forma activa denominada metimazol. El metimazol impide que la enzima peroxidasa se una a los residuos de tirosina de la tiroglobulina, unión que causaría la asociación con el yodo y que, por lo tanto, conlleva a una reducción de la producción de las hormonas tiroideas T3 y T4 (tiroxina).

## Indicaciones
El tratamiento del hipertiroidismo generalmente comienza con una dosis alta de carbimazol, en el orden de 15 - 40 mg de manera continua hasta que el paciente tenga una función tiroidea normal, y reducida luego a una dosis de mantenimiento de 5 - 15 mg. El tratamiento suele continuarse a esas dosis durante 12 a 18 meses, seguido de un primer intento de retirar el medicamento.
El inicio de la acción en contra de las hormonas tiroideas circulantes es rápida, pero la aparición de los efectos clínicos que demuestren un descenso en los niveles de hormona tiroidea en la sangre es mucho más lento. Esto se debe a que los fármacos antitiroideos no impiden la liberación de las hormonas almacenadas, T3 y T4 en la glándula tiroides. De manera que los efectos clínicos beneficiosos sólo se manifiestan cuando se agotan estas hormonas, lo cual ocurre entre uno y tres meses después de iniciarse el tratamiento continuo.

## Efectos adversos
Ocasionalmente aparecen erupciones o picazón durante el curso del tratamiento con carbimazol, efecto que puede ser manejado con antihistamínicos sin tener que dejar el medicamento. Para pacientes cuya hipersensibilidad no puede ser controlada, se puede indicar otras alternativas, incluyendo el propiltiouracilo.
El efecto secundario más grave es sin embargo la agranulocitosis que puede obligar a suspender el tratamiento.